# Milagro económico español

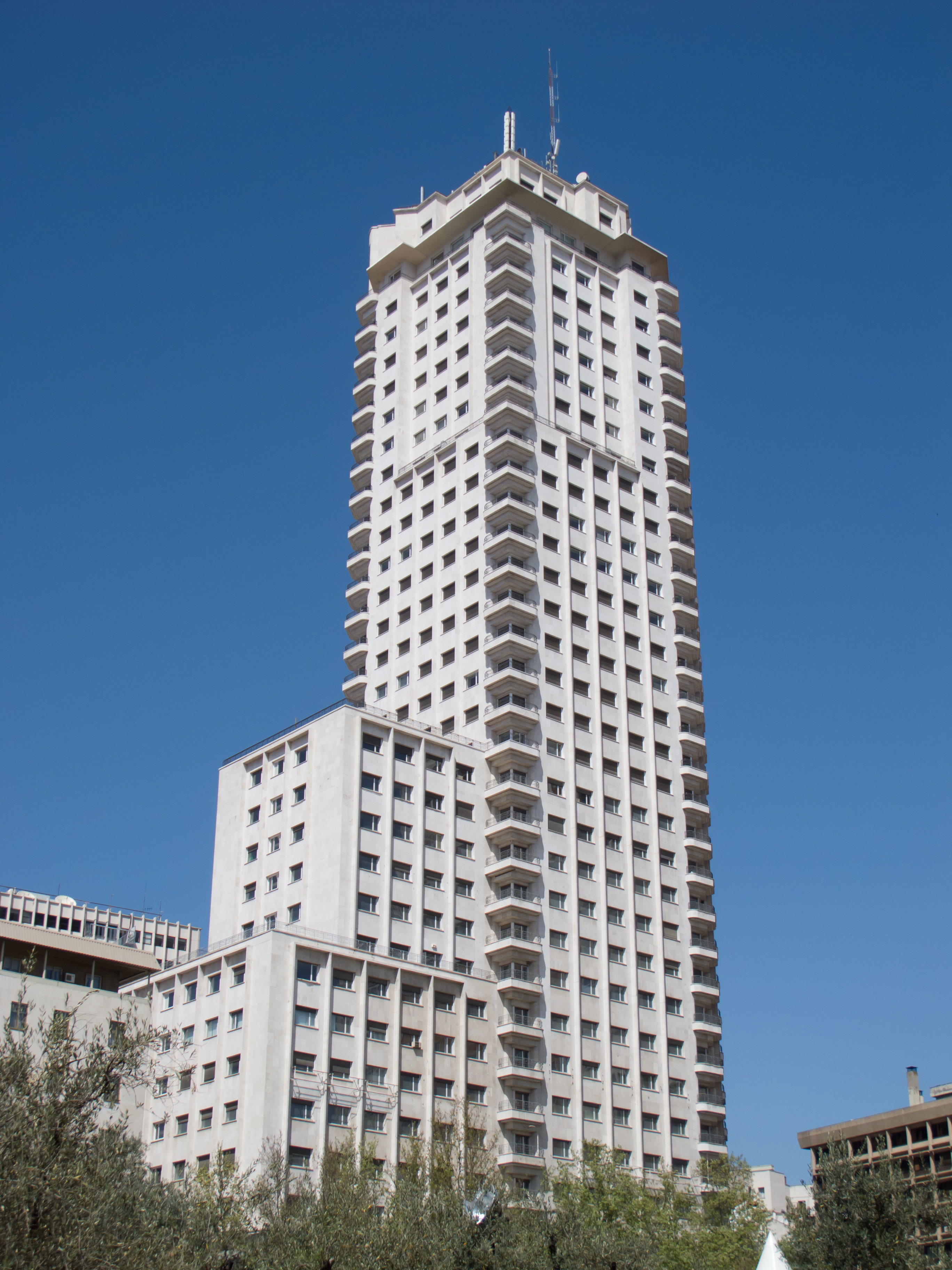
La Torre de Madrid, costruita nel 1957 e alta 142 metri, fu il preludio e il simbolo dello sviluppo della Spagna negli anni '60.

Il milagro económico español (in spagnolo "miracolo economico spagnolo", anche chiamato desarrollo, cioè "sviluppo") è stato un periodo di forte crescita economica nella Spagna franchista degli anni '60 e '70.

## Storia

### Antefatti
Dopo la seconda guerra mondiale e anche a causa della sconfitta delle potenze dell'Asse alleate di Francisco Franco, la Spagna si trovava isolata a livello internazionale e ancora molto povera, con un'economia aggravata dall'autarchia. Solo nel 1953 iniziò la cooperazione con gli Stati Uniti e gli altri Paesi NATO in chiave anticomunista, che portò anche a dei cospicui aiuti economici non inclusi nell'originario Piano Marshall.
Sul finire degli anni '50, però, si fecero strada dei tecnocrati affiliati all'Opus Dei che cominciarono a premere per delle riforme economiche di ampia portata. Dopo la promulgazione del Plan de Estabilización nel luglio 1959 (decreto-legge n. 10/1959 del 21 luglio 1959, pubblicato il giorno dopo nel BOE), a dicembre avvenne la famosa visita del presidente Eisenhower in Spagna a suggellare la definitiva entrata del Paese iberico nella sfera occidentale.

### Ildesarrollo(1959 - 1974)
Coordinato dall'Instituto Nacional de Industria (INI), una holding pubblica modellata in buona parte sulla base dell'IRI italiana, la Spagna cominciò a vivere un vero e proprio boom economico dall'inizio degli anni '60.
Durante il periodo del desarrollo la Spagna sperimentò una crescita del PIL annuale al di sopra della media, una trasformazione evidente delle abitudini anche quotidiane dei cittadini, una primordiale motorizzazione di massa e la diffusione del cibo in scatola e di nuovo tipo. Anche il turismo ebbe un notevole impulso per merito dell'allora ministro Fraga Iribarne, che sviluppò la rete dei "paradores" finanziati dallo Stato e lanciò la campagna "España es diferente".
L'icona del Desarrollo fu la SEAT 600, la prima automobile per molte famiglie della classe operaia spagnola, prodotta dalla SEAT su licenza della FIAT.

Durante il boom economico degli anni '60, vi furono speranze da parte dell'Occidente che la Spagna potesse già allora transitare verso la democrazia completa, rimaste deluse.

Il miracolo economico spagnolo
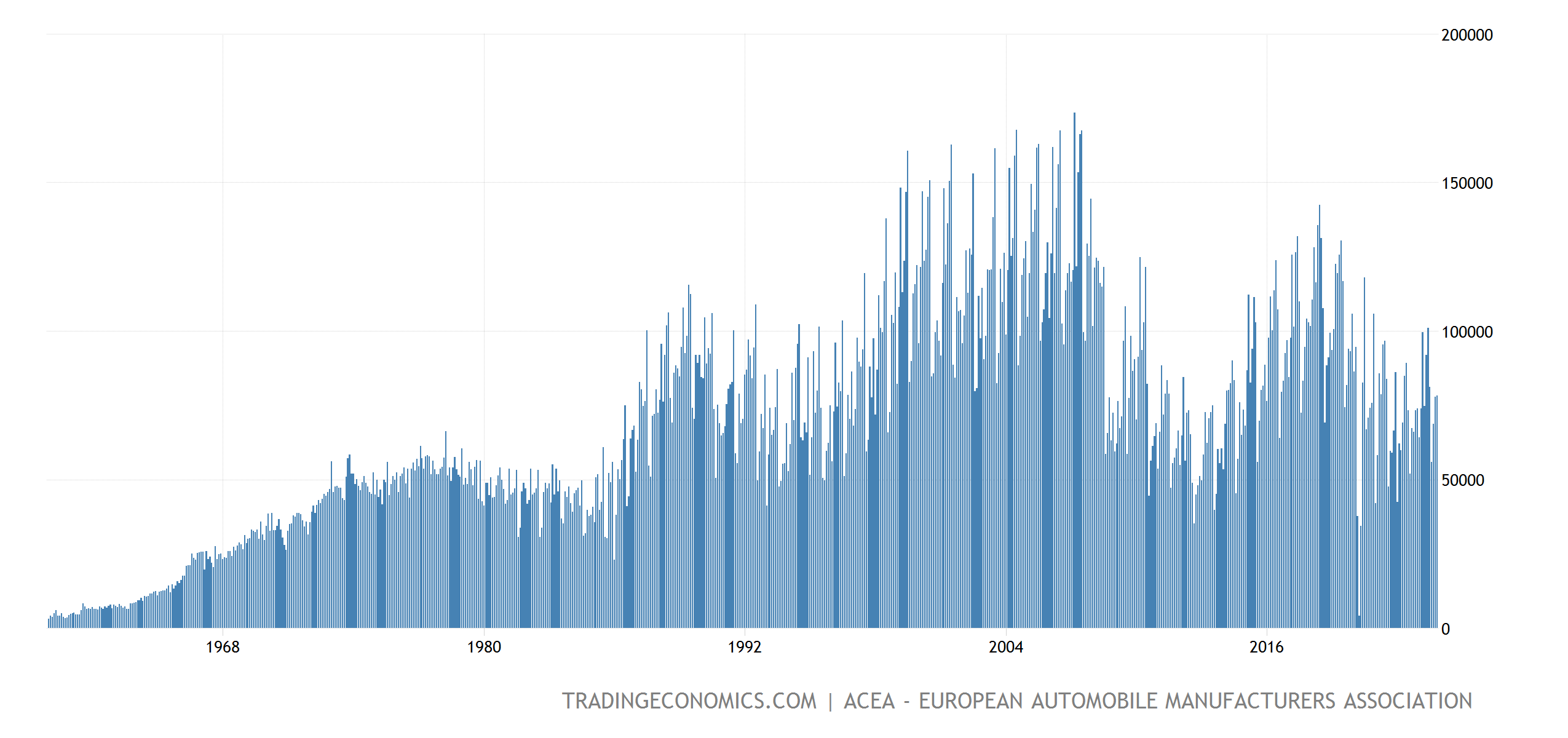
Andamento delle immatricolazioni di automobili in Spagna (dal gennaio 1960 ad oggi). Le vendite di automobili nel Paese iberico erano di appena qualche migliaio di unità al 1960. Dal 1963 è cominciata la motorizzazione di massa, arrivando a metà anni '70 a circa 50.000 nuove auto immatricolate ogni mese e andando un po' in declino dal 1977 al 1984. Lo sviluppo fu ripreso nella seconda metà degli anni '80.
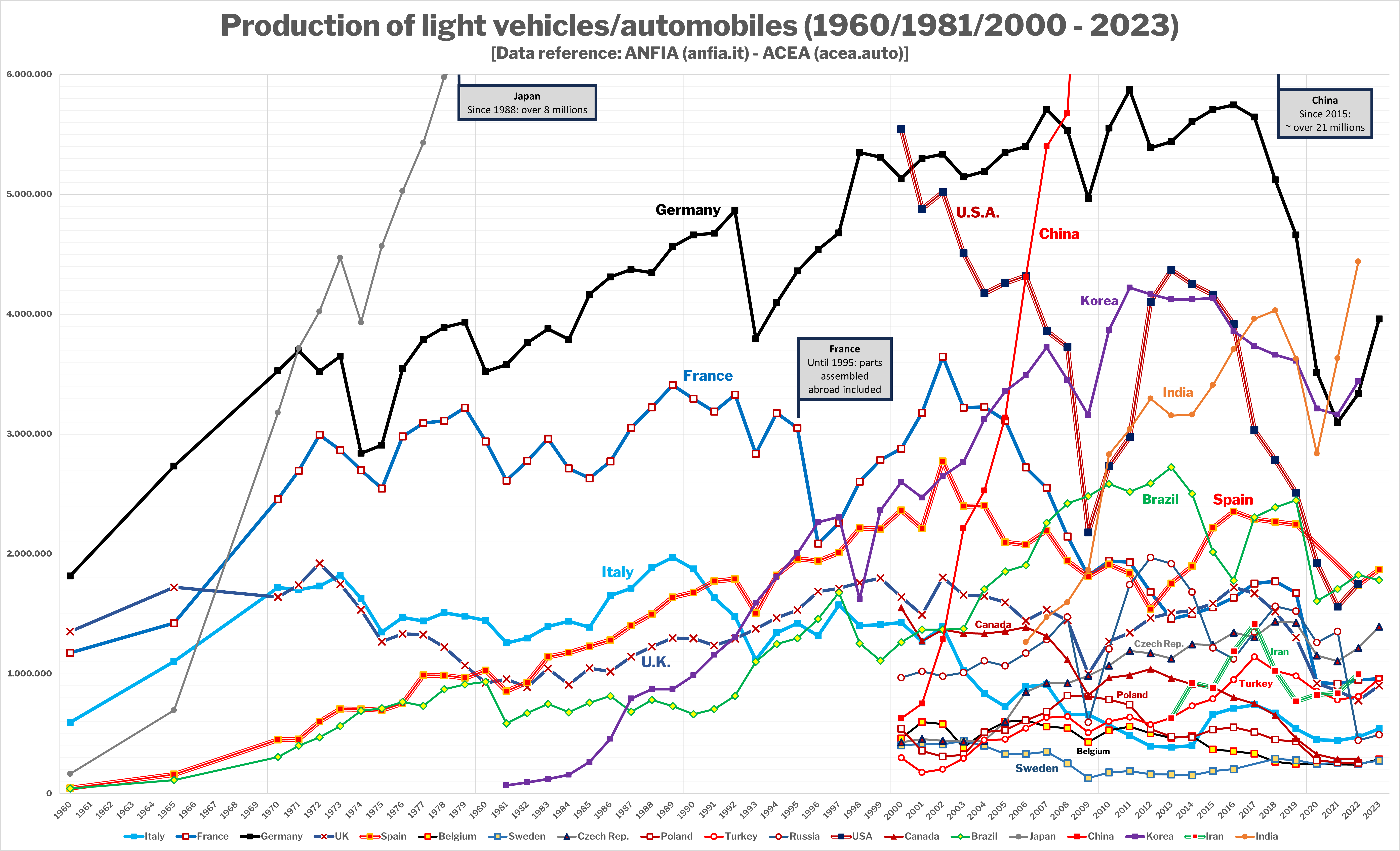
Andamento della produzione di automobili nei Paesi industrializzati (1960 - 2022, dati ANFIA e ACEA). La Spagna al 1960 non aveva quasi alcuna produzione interna al 1960 e arrivò a quasi 700.000 auto prodotte annualmente a metà anni '70.
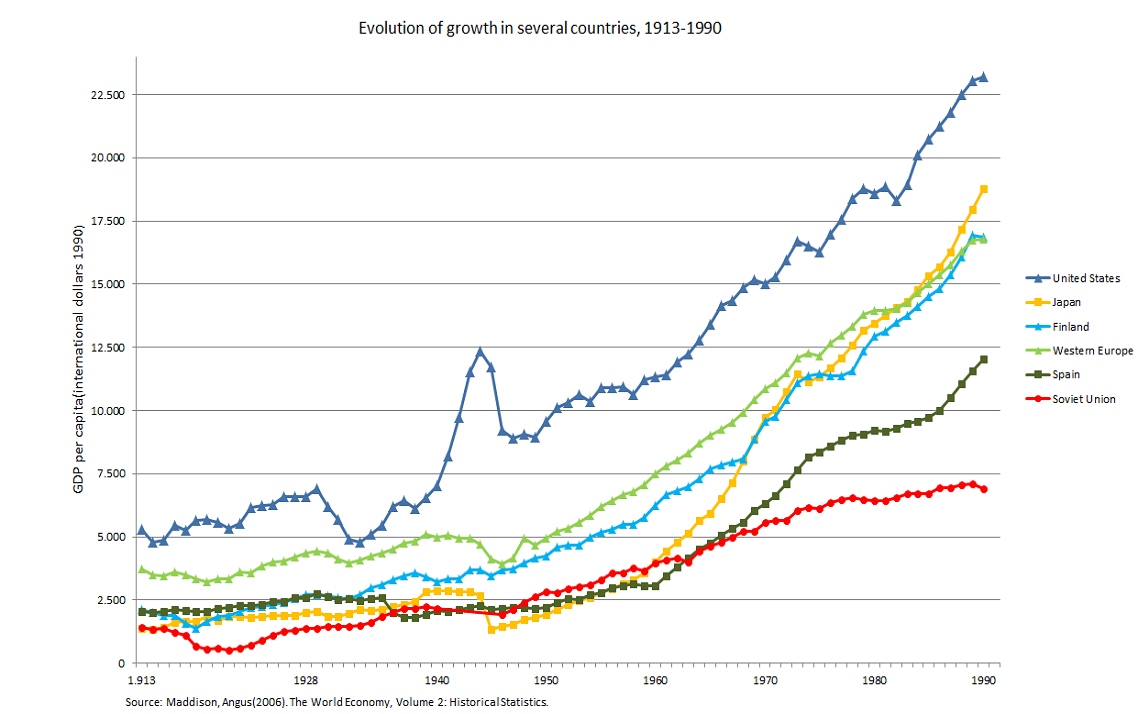
Andamento del PIL pro capite dei paesi industrializzati (1913-1990). La Spagna fu in grado di avere un ritmo di crescita del PIL pro capite equiparabile a quello degli altri Paesi europei occidentali (pur partendo da valori ben inferiori), arrivando a superare nettamente l'URSS da metà anni '60 in poi: si passò da circa 3.000$ pro-capite nel 1960 a quasi 9.000$ dopo 15 anni.
La trasformazione economica della Spagna comportò anche un netto cambiamento nella distribuzione demografica dal punto di vista territoriale: tra il 1950 e il 1980 la popolazione spagnola si spostò dall'entroterra verso le coste e le aree densamente popolate.

### Conseguenze
Anche se la crescita economica produsse notevoli miglioramenti nella qualità della vita degli spagnoli, e lo sviluppo di una classe media, la Spagna rimase meno avanzata dal punto di vista economico rispetto al resto dell'Europa occidentale (a eccezione di Portogallo, Grecia e Irlanda). All'apice del "miracolo", nel 1974, il reddito pro capite spagnolo giunse al 79% della media dell'Europa occidentale, che sarebbe stata raggiunta venticinque anni dopo, nel 1999.
Il boom portò a un aumento (spesso non pianificato) nel numero di edifici nelle periferie delle principali città spagnole, per accomodare la nuova classe di lavoratori portata dall'esodo rurale, molto simile alle banlieues francesi.
La morte di Francisco Franco, nel novembre 1975, giunse mentre in Occidente si stava già vivendo una grave crisi dovuta allo shock petrolifero del 1973-'74. Nel 1977 venne avviata quella che si sarebbe rivelata una difficile fase di transizione, con l'elezione dell'assemblea costituente, la redazione della nuova costituzione e la formazione del primo governo completamente democratico, di centrodestra. Da quel momento la Spagna visse una perdurante e grave stagnazione (alternata a vere fasi di crisi) per diversi anni, che rischiò di invilupparsi nel 1981 con il fallito colpo di Stato di quell'anno. Solo con il nuovo governo di stampo socialista eletto con le elezioni del 1982 e la definitiva fine delle crisi petrolifere intorno a metà anni '80, la Spagna fu in grado di riprendere un netto sviluppo, di pari grado rispetto al desarrollo degli anni '60-'70.

### Altri miracoli economici
- Miracolo economico italiano
- Miracolo economico giapponese
- Miracolo economico greco
- Trente Glorieuses
- Wirtschaftswunder